# Amphicotylus
Amphicotylus es un género extinto de mesoeucrocodilio goniofolídido que vivió durante la época del Titoniense, en el Jurásico Superior en los estados de Colorado y Oklahoma en Estados Unidos.